# Mainardo VI di Gorizia

Stemma della contea di Gorizia

Mainardo VI di Gorizia (... – post 1385) è stato un nobile italiano, membro della dinastia dei Mainardini, principe imperiale e conte di Gorizia.

## Biografia
I suoi genitori erano il conte Alberto II di Gorizia ed Eufemia di Mätsch. Dal 1338 al 1365 governò Gorizia insieme ai fratelli Alberto III ed Enrico V, dopo aver ereditato la contea dallo zio Giovanni Enrico IV. Dal 1362 alla morte di Enrico V di Gorizia, regnò al fianco di Alberto III. Dal 1365 Mainardo VI governò da solo Gorizia. Fallì nella sua pretesa sulla Contea del Tirolo, quando sua cugina di secondo grado, Margherita, fu costretta a cedere il Tirolo a Rodolfo IV, duca d'Austria, nel 1363. Ciò pose fine al "dominium Tyrolis" che esisteva dal 1254.
Riuscì a ridurre il potere del Patriarcato di Aquileia, ma la Repubblica di Venezia divenne beneficiaria del Patriarcato, il che portò a forti contrasti fra le parti coinvolte. Mainardo si ritirò dal castello di Gorizia al Castello di Bruck a Lienz.
Il regno di Mainardo segnò l'inizio del declino della Contea di Gorizia. I principi di Gorizia dovettero ipotecare e vendere sempre più i loro possedimenti per salvare la loro situazione finanziaria in peggioramento. Mainardo fu coinvolto in lotte di potere con i suoi vicini ecclesiastici e in controversie con la dinastia degli Asburgo per la successione nel Ducato di Carinzia e nella Contea del Tirolo.

## Discendenza
Il primo matrimonio di Mainardo fu con Caterina di Pfannberg, figlia del conte Ulrico V di Pfannberg. Dopo la sua morte sposò Utehild, figlia di Ulrico IV di Mätsch.
Ha avuto i seguenti figli:
- Anna di Zwarscheneck (morta nel 1402), sposata con il conte Johann Frankopan di Veglia, Bano di Croazia (morto nel 1393)
- Caterina di Gorizia († 1391), sposata con il duca Giovanni II di Baviera († 1397)
- Orsola di Schoeneck, Neuhaus e Uttenstein, sposata con il conte Enrico III di Schauberg († 1390)
- Elisabetta, promessa sposa di Guglielmo, conte di Celje, morì prima del matrimonio
- Enrico VI di Gorizia (1376–1454)
- Giovanni Mainardo VI (1378/80-1430), conte palatino di Carinzia, conte di Kirchberg (morto nel 1430), sposò: Maddalena, figlia del duca Federico "il Saggio" di Baviera e quindi Agnese di Pettau-Wurmberg